# Axel Wintermeyer

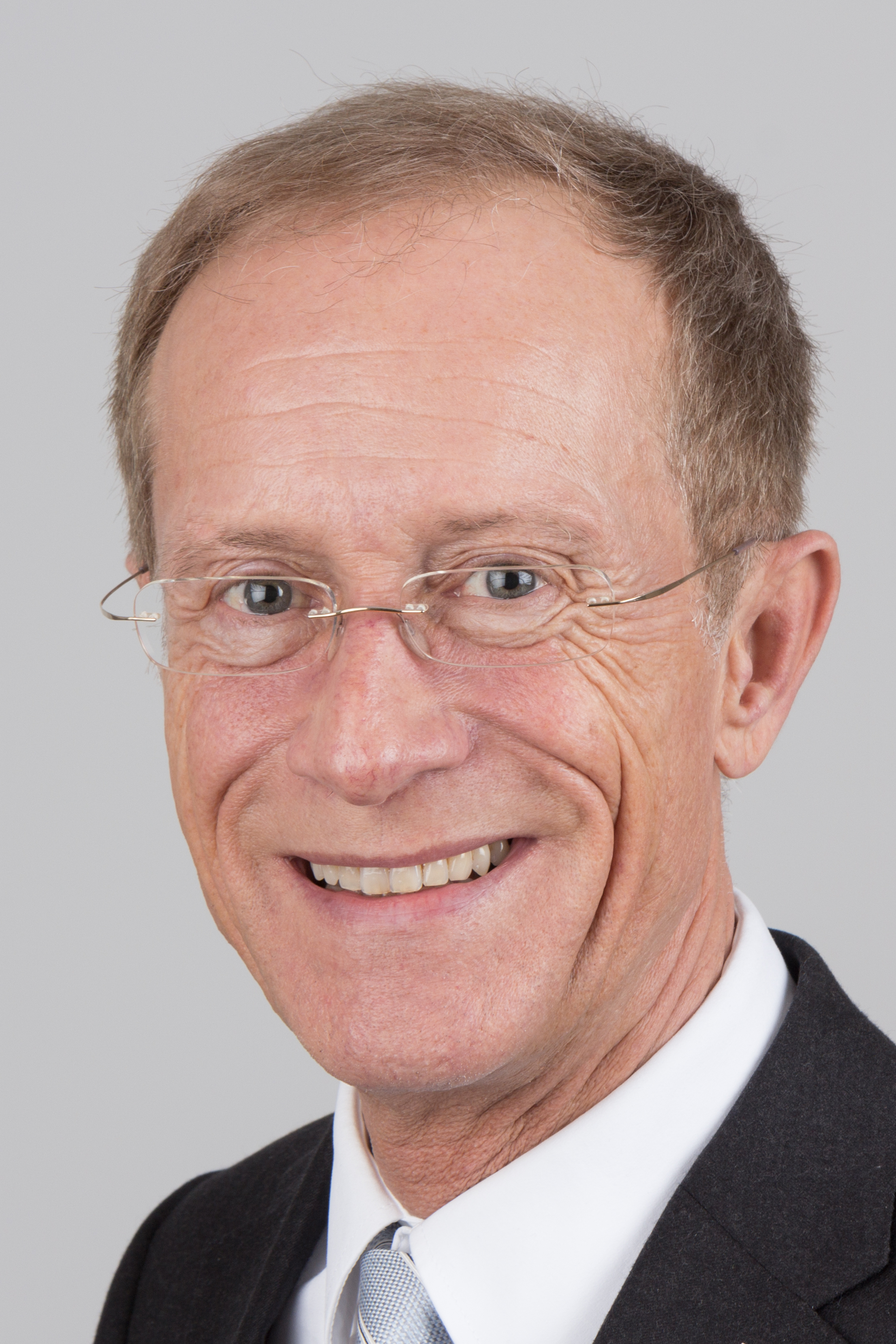
Axel Wintermeyer (2016)

Axel Wintermeyer (* 1. Januar 1960 in Wiesbaden) ist ein deutscher Politiker (CDU) und Abgeordneter des Hessischen Landtags. Von 2010 bis 2024 war er Staatsminister im Geschäftsbereich des Ministerpräsidenten und Chef der hessischen Staatskanzlei in den Kabinetten Bouffier I, Bouffier II, Bouffier III und Rhein I. Zuvor war er Parlamentarischer Geschäftsführer der CDU-Fraktion im Hessischen Landtag.

## Leben
Axel Wintermeyer ging in Hofheim am Taunus zur Schule und studierte anschließend an der Johannes Gutenberg-Universität Mainz Rechtswissenschaften. Seine Zulassung als Rechtsanwalt ruhte während seiner Amtszeit als Minister von 2010 bis 2024.

## Politik
Wintermeyer ist seit dem 5. April 1999 direkt gewählter Landtagsabgeordneter der CDU für den Wahlkreis 33 (Main-Taunus II). Er ist seit 1998 Kreisvorsitzender der CDU Main-Taunus, seit 1997 Kreistagsabgeordneter im Main-Taunus-Kreis, seit 1981 Stadtverordneter in Hofheim am Taunus, seit 2004 Landesvorsitzender des Evangelischen Arbeitskreises der CDU/CSU (EAK) Landesverband Hessen und Mitglied in Präsidium und Landesvorstand der CDU Hessen.
Von 2003 bis 2005 war Wintermeyer CDU-Obmann in der Enquetekommission zur Reform der Hessischen Verfassung und 2005 Vorsitzender des Untersuchungsausschusses UNA 16/I (Steuerstraf- und Bankenverfahren) sowie von Mai bis November 2005 Vorsitzender des Untersuchungsausschusses UNA 16/II (Straftaten im Bereich des Präsidiums für Beschaffung und Logistik). Zudem war er Obmann der CDU im Untersuchungsausschuss UNA 16/3 FWG-Doppelfinanzierung.
Wintermeyer war von April 2003 bis November 2005 rechtspolitischer Sprecher der CDU-Landtagsfraktion und gehörte in dieser Zeit dem Ausschuss für Recht und Justiz sowie dem Ausschuss für Landwirtschaft, Forsten, Umwelt und Verbraucherschutz an.
Von 2005 bis 2010 war er Parlamentarischer Geschäftsführer der CDU-Fraktion im Hessischen Landtag. Ferner war Wintermeyer bis zu seinem Eintritt in die Landesregierung Mitglied des Wahlprüfungsgerichtes beim Hessischen Landtag, der Artikel 13 Grundgesetz-Kommission, des Wahlausschusses zur Wahl der richterlichen Mitglieder des Staatsgerichtshofs sowie der parlamentarischen Kontrollkommission nach § 20 des Gesetzes über das Landesamt für Verfassungsschutz (PKV-Kommission). Daneben war er stellvertretendes Mitglied des Hauptausschusses des Landtags sowie des hessischen Richterwahlausschusses. Im Zeitraum zwischen der Parlamentsauflösung vom 19. November 2008 und den Neuwahlen vom 18. Januar 2009 war er stellvertretendes Mitglied im ständigen Ausschuss gemäß Art. 93 Hessische Verfassung. Von März bis August 2010 war Wintermeyer Vorsitzender des Untersuchungsausschusses UNA 18/II (Bereitschaftspolizei). Er war zudem Geschäftsführer der Fraktionsvorsitzendenkonferenz von CDU und CSU.
Er trat am 31. August 2010 in das Kabinett Bouffier I ein. Obwohl er angeboten bekam, ein gewichtiges Ressort im Zuge der Bildung des Kabinetts Rhein II zu übernehmen, entschied er sich dazu, aus dem Ministeramt auszuscheiden; dies vollzog sich am 18. Januar 2024 mit Bildung der neuen Landesregierung.
Nach der Bitte sensible private Daten der NSU-Nebenklage-Anwältin und NSU 2.0-Bedrohten Seda Başay-Yıldız und ihrer Familie zu schützen, wies er alle Fraktionen des Landtages per E-Mail explizit auf diese hin und teilte das Dokument mit den sensiblen Daten direkt im Anhang.

## Weitere Funktionen
- Vorstandsmitglied der Stiftung Flughafen Frankfurt/Main
- Mitglied des Aufsichtsrates der documenta und Museum Fridericianum Veranstaltungs-GmbH, Kassel
- Mitglied des Aufsichtsrates der „HA Hessen Agentur GmbH“, Wiesbaden
- Mitglied des Aufsichtsrates der Hessischen Staatsweingüter Kloster Eberbach
- Mitglied des Kuratoriums des Internationalen Piano Forums Frankfurt
- Schirmherr des Europäischen Opernregiepreises
- Mitglied des Kuratoriums des Rheingau Musik Festivals
- Vorsitzender des Stiftungsrates der Landesstiftung Miteinander in Hessen